# Gott, man lobet dich in der Stille, BWV 120b
Gott, man lobet dich in der Stille zu Zion, BWV 120b (Déu, et lloem en el silenci de Sió), és una cantata de Johann Sebastian Bach, per al segon centenari de la Confessió d'Augsburg, estrenada a Leipzig el 26 de juny de 1730.

## Origen i context
La Confessió, o Confessions, d'Augsburg, és la primera obra que conté els principis del luteranisme i fou presentada a l'emperador Carles V l'any 1530 en una de les sessions de la Dieta d'Augsburg. El 1730 se celebrà de manera solemne el segon centenari en un festa que durà tes dies. El primer dia, el 25 de juny, s'interpretà la cantata BWV 190a, el segon aquesta BWV 120b i el tercer dia, el 27 de juny, la irrecuperable BWV Anh. 4, totes amb lletra de Picander. No s'ha conservat la música de cap de les tres, encara que per a la primera i la segona s'ha pogut reconstruir a partir de les cantates homònimes BWV 190 i BWV 120, respectivament.
Conté sis números, amb text de Picander excepte el primer que prové del salm (65, 2) i el sisè que és la tercera estrofa del coral Komm, Helliger Geist, Heere Gott (1524).
1. Arioso: Gott, man lobet dich in der Stille zu Sion (Déu, et lloem en la quietud de Sió)
2. Aria: Zahle, Zion, die Gelübde (Paga, Sió, els vots)
3. Recitatiu: Ach! du geliebte Gottesstadt (Oh!, estimada ciutat de Déu)
4. Ària: Treu im Glauben (Fidels en la creença)
5. Recitatiu: Wohlan, du heilige Gemeinde (Endavant! la vostra sagrada congregació)
6. Coral: Du heilige Brunst, süßer Trost (Tu ets flama sagrada, dolç consol)

No es coneix cap gravació discogràfica de la cantata.